# لائودیکه (دختر پریاموس)

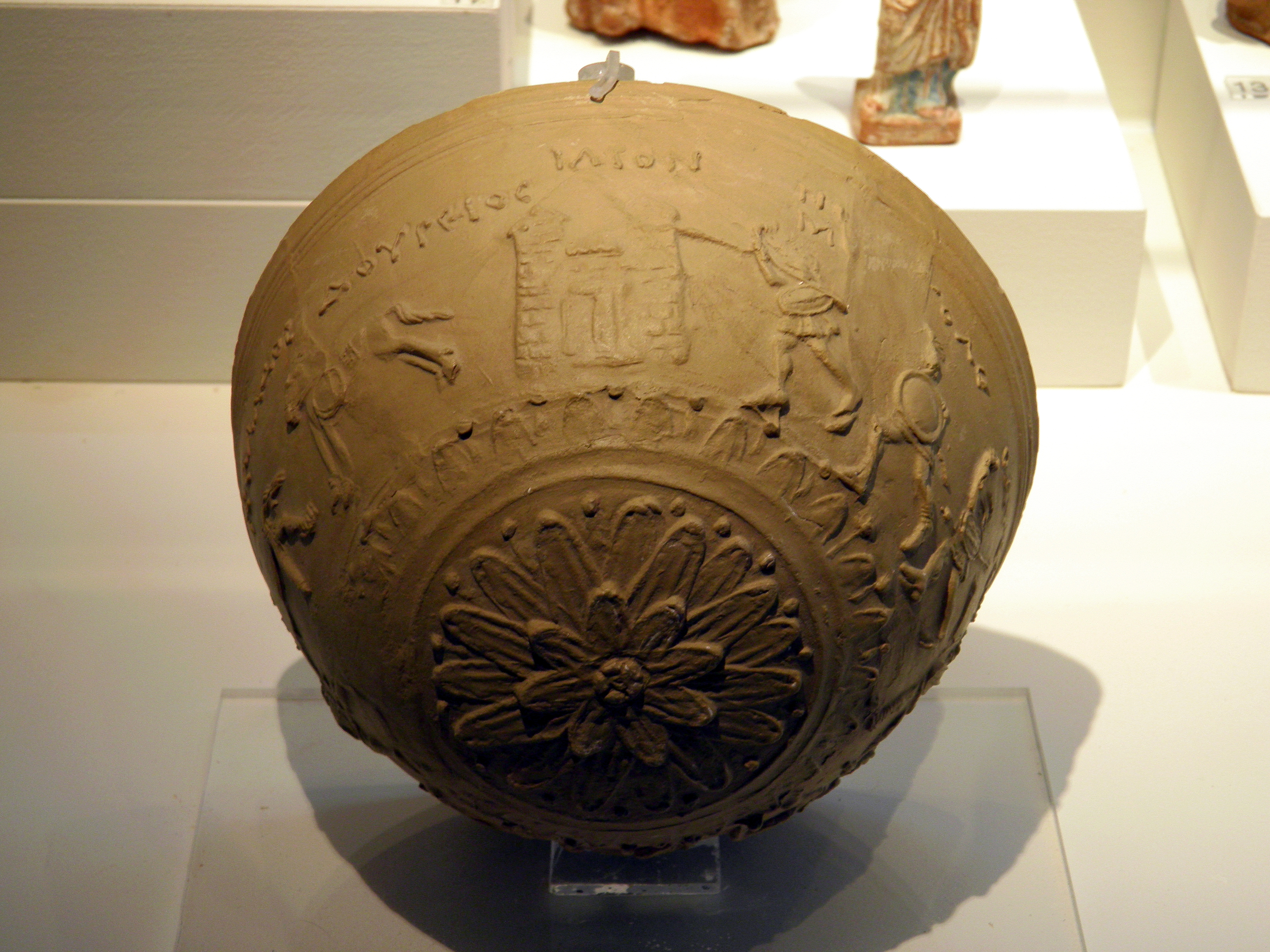
شهر دیوار، اسب تراژان و قهرمانان جنگ تروا از جمله اودیسه، نئوپتولموس، دیودمس، آژاکس به تصویر کشیده شده اند. حماسه های هومر را به کودکان آموزش می دادند که تأثیر زیادی بر مقدونیه داشت

لائودیکه یا لائودیسه (به انگلیسی: Laodice) در اسطوره‌های یونان، دختر پریاموس و هکابه است.
او با هلیکانون پسر آنتنور ازدواج کرد. زمانی که آکاماس به عنوان قاصد یونانیان برای بازگرداندن هلن به تروا آمد، لائودیکه به او دل بست و از او فرزندی به دنیا آورد. در شب غارت تروا، زمین دهان گشود و او را بلعید.